# Río Fen
El río Fen (en chino, 汾河; pinyin, Fén Hé) es un río que discurre por el centro-oeste de República Popular de China, en la provincia de Shanxi, uno de los principales afluentes del río Amarillo. La longitud del río es de 694 kilómetros y drena una cuenca de 39 417 km², mayor que países como Guinea-Bissau o Taiwán.

## Geografía
El río Fen nace en la montaña Guancen, en el condado de Ningwu, en el noreste de la provincia de Shanxi. Fluye en dirección sureste en la cuenca de Taiyuan, y luego por el valle central de Shanxi, para unirse al río Amarillo en el oeste de la ciudad de Hejin. El río, con 694 kilómetros de largo, es uno de los dos afluentes importantes del río Amarillo (el otro es el río Wei). El río drena un área de 39.417 km², que es el 25,3% de la superficie de la provincia de Shanxi. El río nutrió la antigua civilización Sanjin, hace ya 2500 años, y desde entonces ha sido llamado el «río Madre» de los pueblos de Shanxi.
Como los ríos que fluyen a través de una ciudad, el río Fen añade un encanto extra a la ciudad de Taiyuan. La construcción de presas aguas arriba, sin embargo, ha reducido el caudal antes abundante del río a un mero goteo, y el lecho del río ha quedado literalmente seco.
En la década de los 1990, el gobierno municipal de Taiyuan construyó estructuras artificiales y removibles a través del río en diferentes lugares para crear reservas de agua con propósitos paisajísticos. La superficie de estos embalses asciende a 1,3 millones de metros cuadrados, y junto con la recién creada vegetación de 1,3 millones de metros cuadrados más en las orillas, forman el Parque Río Fen.